# Cp (Unix)
Pour les articles homonymes, voir CP.
cp (en référence au terme anglais copy, copier) est une commande UNIX permettant de copier des fichiers et répertoires.

## Exemple
Si le nom du fichier de destination n'est pas précisé, la copie porte le nom de l'original :
```
cp
 
original.txt
 
dossier/copie.txt
cp
 
original.txt
 
dossier/

```

Pour copier un dossier :
```
cp
 
-r
 
dossier1
 
dossier2

```

## Liens